# Automeris niepelti
Espèce
Automeris niepelti est une espèce de papillons de la famille des Saturniidae.